# Aleksandr Aleksandrovič Serno-Solov'evič
Aleksandr Aleksandrovič Serno-Solov'evič, in russo Александр Александрович Серно-Соловьевич? (San Pietroburgo, 27 luglio 1838 – Ginevra, 16 agosto 1869), è stato un rivoluzionario russo, tra i fondatori dell'organizzazione rivoluzionaria Zemlja i Volja.

## Biografia

### Membro di Zemlja i Volja
Fratello minore di Nikolaj, come lui studiò nell'Aleksandrovskij Ličej di Pietroburgo, ma avendo nei confronti di quella scuola e anche verso la madre dei conflitti che segnarono la sua prima giovinezza.
Partecipò alle proteste studentesche e insieme con il fratello entrò subito nella società segreta Zemlja i Volja, diffondendo nel 1861 il manifesto Alla giovane generazione di Šelgunov, che lo definì un elemento raro «per l'energia del temperamento, per la passionalità ardente del carattere, per la rapidità dell'intuizione, per l'intelligenza fine e ironica, per lo spirito di dedizione con cui si consacrò alla causa senza mai pensare a se stesso».
Pur sorvegliato dalla polizia politica, quando nel luglio del 1862 vi fu l'ondata di arresti che portò in carcere 32 aderenti di Zemlja i Volia, tra i quali il fratello e Černyševskij, Aleksandr riuscì a fuggire all'estero, stabilendosi a Ginevra dove, oltre alla difficoltà di procurarsi da vivere, cominciò a essere afflitto da una malattia mentale che avrebbe ereditato dalla madre. Intanto, al «processo dei 32», tenuto nel 1864 a Pietroburgo, dove egli era imputato contumace, veniva condannato all'esilio a vita.
Alla fine del 1866 intervenne nel dibattito politico che si teneva tra l'emigrazione russa sul problema dei rapporti che patrioti polacchi e rivoluzionari russi. Il settimanale di Herzen «Kolokol» aveva tenuto un comportamento che era parso oscillante in occasione della rivolta polacca, aveva prospettato la possibilità di una futura federazione tra Russia e Polonia, e poi aveva condannato l'attentato allo zar compiuto da Karakozov nell'aprile del 1866, quando ormai la prima Zemlja i Volja si era dissolta sotto i colpi della repressione zarista.
Ai patrioti polacchi non bisognava rivolgere «belle frasi» del tipo «la vostra causa è la nostra causa», come faceva Herzen - scriveva Serno-Solov'evič al «Kolokol» - ma dire semplicemente e chiaramente di simpatizzare con loro, oppressi com'erano dal popolo russo, ricordando tuttavia che la loro causa non era la causa russa fintanto che «il movimento polacco si farà sotto lo stendardo degli aristocratici e dei preti, fintanto che il movimento polacco non diventerà un movimento popolare». Con tali differenze, e con il rispetto delle diverse nazionalità, occorreva «prima la separazione» tra Polonia e Russia, «e dopo, se sarà possibile, una libera federazione».
La condanna di Herzen del terrorismo fu l'occasione per Serno-Solov'evič di sottolineare tutte le insufficienze dell'uomo e del politico, specie se confrontato con la figura di Černyševskij. Questi - del quale pubblicò a Vevey una prima raccolta di scritti - era «uomo logico per eccellenza, uomo dal pensiero rattenuto e severamente riflesso», ispiratore di una giovane generazione «che predica con le parole e soprattutto con i fatti le teorie socialiste, che ha messo nel paese radici così profonde che neppure la forca riuscirà a svellere, che ha stabilito una linea di demarcazione netta tra la Russia realmente giovane e quella che si pretende tale».
Serno-Solov'evič ricordava come a suo tempo il fratello Nikolaj avesse cercato di comporre i contrasti tra Herzen e Černyševskij, e come quest'ultimo ridesse «di questi tentativi di riavvicinamento», così da suscitare il risentimento di Herzen per «quel disprezzo implacabile con il quale reagiva alle vostre frasi». Herzen aveva ostacolato «coloro che volevano chiamare la società a un proprio lavoro autonomo, che intendevano creare una forza» e la provvisoria convergenza tra l'ispirazione liberale del «Kolokol» di Herzen e quella populista del «Sovremennik», avvenuta in occasione della formazione di Zemlja i Volja, non poté mantenersi, affermava Serno-Solov'evič, per l'incompatibilità personale e ideologica dei due intellettuali.

### L'adesione all'Internazionale
Aderì alla sezione russa dell'Internazionale, appoggiando nel marzo del 1868 il grande sciopero degli edili svizzeri, prodigandosi a redigere lettere, circolari, manifesti: «egli fu l'anima di questa prima lotta così importante per il progresso dell'Internazionale a Ginevra». Collaboratore de «La liberté», giornale dei «radicali progressisti», nei due articoli À l'International del 25 aprile e del 2 maggio 1868 criticò le inefficienze dell'Associazione mostrate in occasione dello sciopero, chiedendone una migliore organizzazione: «Confessate a voi stessi la vostra debolezza. Confessarla, comprenderla, è voler diventare forti perché, come sempre, la forza non cede che alla forza. Bisogna immediatamente organizzarci e agire. È dall'economia politica che la borghesia ci uccide. È dall'economia politica che dobbiamo risollevarci».
Un'organizzazione che non poteva prescindere dallo studio, dalla comprensione dei fenomeni sociali, dell'economia: «Allo studio, dunque, signori Internazionalisti. Create delle commissioni». E poiché ai radicali della «Liberté» tali questioni interessavano poco, Serno-Solov'evič fondò un suo foglio, «L'Internationale», di cui fu l'unico redattore e che uscì a Ginevra soltanto due volte, il 5 e il 12 agosto 1868. Il suo scopo era quello di scuotere «quell'indifferenza, quell'apatia, quel torpore» che credeva di notare nella maggioranza dei membri dell'Internazionale.
Finì per scontrarsi con la frazione anarchica dell'Internazionale che gli rimproverava di non avere fiducia «nella grande forza dell'istinto popolare» e di pensare che «la rigenerazione sociale» passasse attraverso «uno Stato preventivamente rigenerato». Si avvicinò allora a Marx, che gli inviò da Londra una copia del Capitale, al quale scrisse il 20 novembre 1868 dell'impreparazione intellettuale presente in molti internazionalisti che si lasciavano guidare «unicamente da aspirazioni molto generiche e confuse [...] annegando nell'onda delle frasi sulla fratellanza e la solidarietà».
I contrasti con l'Alleanza bakuniniana si accentuarono e così, nel gennaio del 1869 Serno-Solov'evič fu escluso dalla redazione dell'«Égalité». Accentuandosi i disturbi psichici di cui soffriva da tempo, fu ricoverato in ospedale dove gli fu diagnosticata una schizofrenia progressiva. Scelse di suicidarsi il 16 agosto 1869.

## Scritti
- Affari di casa nostra. Risposta al sig. Herzen a proposito dell'articolo L'ordine trionfa, Kolokol n. 233, Vevey, 1867